# Coornhert Gymnasium
Het Coornhert Gymnasium is een categoraal gymnasium te Gouda. Het is een openbare school met circa 720 leerlingen, uit zowel Gouda als de omgeving. De school is vernoemd naar de 16e-eeuwse humanistische geleerde Dirck Volkertsz. Coornhert, die zijn laatste levensjaren in Gouda doorbracht.
Het gymnasium heeft zijn oorsprong in de 14e eeuw als parochieschool bij de Sint-Janskerk. De school veranderde daarna meerdere keren van locatie en werd ook omgezet in een Latijnse school. Deze Latijnse school werd in 1888 omgezet in een pro-gymnasium en in 1890 in een echt gymnasium. Op 4 januari 1890 ging het gymnasium feestelijk van start en werd het 'nieuwe' onderkomen aan de Haven in gebruik genomen. Sinds 1952 is het gymnasium gevestigd op een locatie buiten de historische binnenstad, vanaf 1952 aan de Nansenstraat en vanaf 1996 aan het Jan van Renesseplein.

## Geschiedenis
Het Coornhert Gymnasium heeft als voorloper de parochieschool en de Latijnse school. De parochieschool bestond in ieder geval al vanaf 1366 in Gouda en stond dicht bij de Grote of Sint-Janskerk. Later was de parochieschool gevestigd aan de Markt (op de plaats van het huidige gebouw Arti Legi), om vervolgens te verhuizen naar Huize Groeneweg, het voormalige klooster van de Cellebroeders.

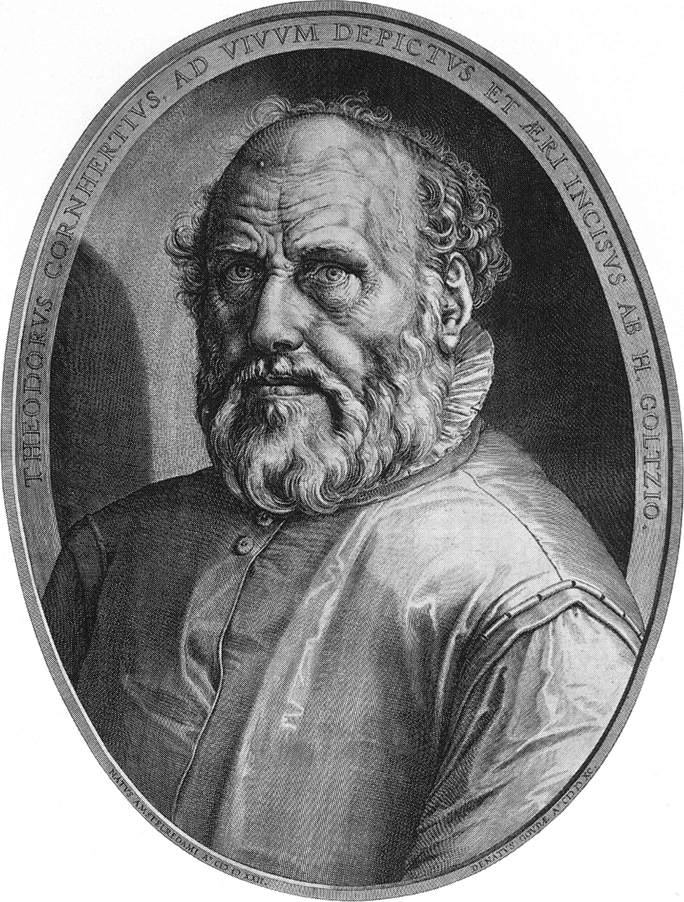
Dirck Volckertsz. Coornhert

Vanaf dat moment (omstreeks 1573) was de school geen parochieschool meer, maar werd zij de Latijnse school genoemd. Na een periode aan de Lange Tiendeweg (in het gebouw van eertijds de schutterij "de Doelen") gevestigd te zijn geweest, verhuisde de school in 1889/1890 naar de Westhaven 52 (het vroegere woonhuis van Cornelis Johan de Lange van Wijngaarden). Dit gebouw kon verkregen worden dankzij een schenking van de toenmalige directeur van de Kaarsenfabriek.
Bij raadsbesluit van 23 juli 1947 werd de school genoemd naar Dirck Volkertsz. Coornhert, de in 1590 in Gouda overleden humanistische geleerde. In 1952 werd een nieuw gebouw aan de Nansenstraat 40 betrokken. De eerste steen voor dit gebouw was gelegd door mr. L.A. Kesper, commissaris van de Koningin van Zuid-Holland, zoon van een vroegere conrector van het gymnasium en tevens gemeentearchivaris van Gouda.
Sinds 1996 is het gymnasium gevestigd in het voormalige onderkomen van de Goudse Huishoudschool aan het Jan van Renesseplein, naast de Bodegraafse Straatweg. Aan de overzijde van deze weg bevindt zich een dependance, waar voornamelijk bètavakken worden onderwezen. In 2005 werd het hoofdgebouw verbouwd en uitgebreid. In 2012 is ook de dependance uitgebreid.

## Het schoollied
Het schoollied wordt ieder jaar bij de diploma-uitreiking in de Sint-Janskerk gezongen onder begeleiding van het schoolorkest. Het lied is geschreven door dr. L.A. Kesper, leraar en conrector 

## Activiteiten
Op het Coornhert Gymnasium worden verschillende activiteiten aangeboden. Zo zijn er een schoolorkest, een debatclub die deelneemt aan toernooien in binnen- en buitenland, een schaakclub, een programmeerclub, een dungeons and dragons club en een toneelgroep, 'Ongewenst', die eenmaal in het jaar een voorstelling opvoert. In maart organiseert de school een talentenjacht, de zogeheten Glamour Night. De avond werd in 1993 voor het eerst gehouden. Het schoolprogramma omvat reizen en excursies in zowel binnen- als buitenland.

## Coornhert Model United Nations (COMUN)
De Coornhert Model United Nations is een simulatie van de Verenigde Naties, gehouden op het Coornhert Gymnasium. Jaarlijks komen er honderden scholieren uit het binnen- en buitenland naar het Coornhert toe om te debatteren over internationale vraagstukken.

## Bekende oudscholieren

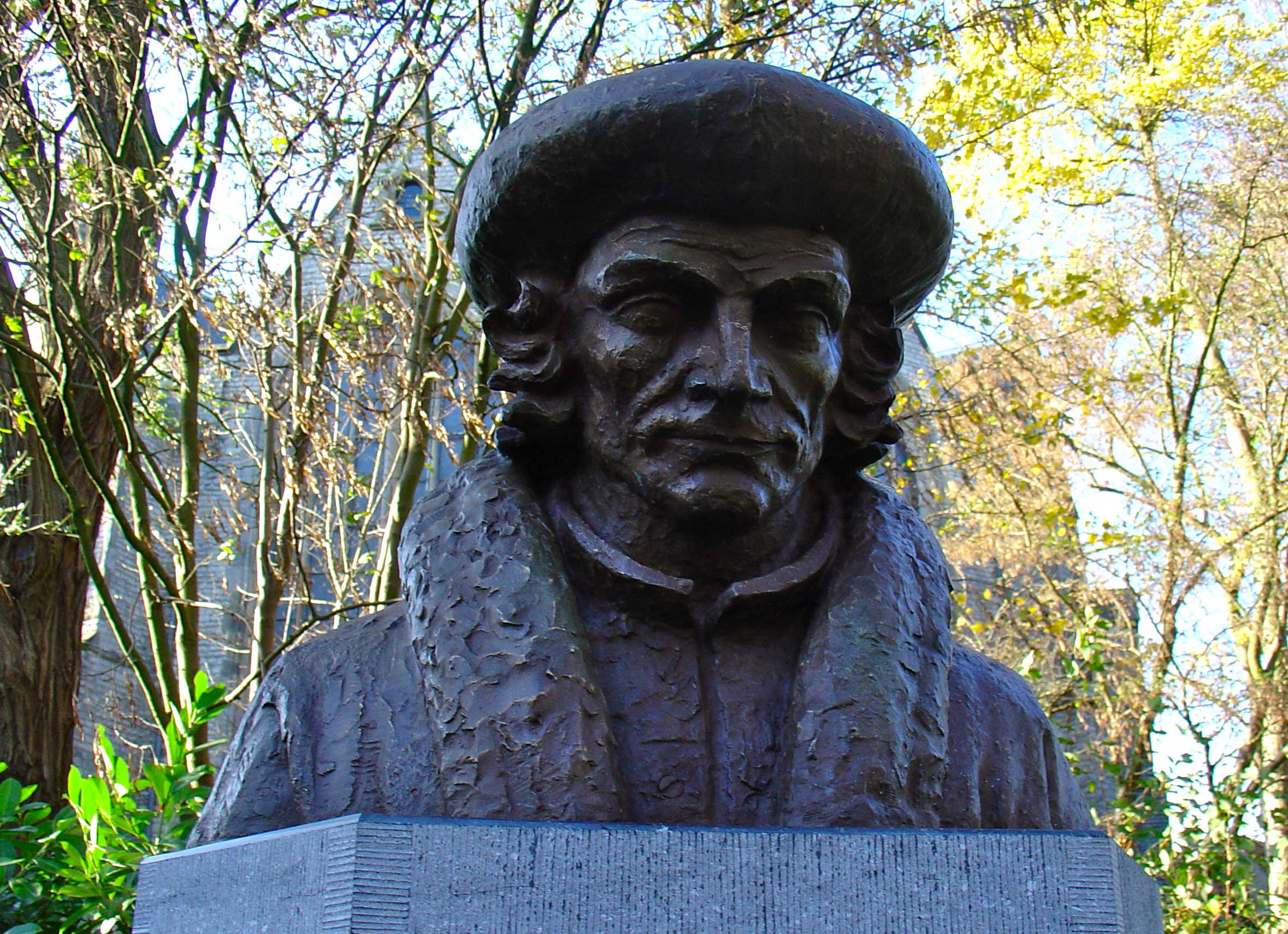
De bekende humanist Desiderius Erasmus was tussen 1473 en 1478 leerling van de parochieschool in Gouda, waar hij les kreeg van zijn oom Pieter Winckel (de latere onderpastoor van de Sint-Janskerk).

De volgende bekende personen hebben aan de school onderwijs gevolgd:
- Farid Azarkan, politicus
- Desiderius Erasmus, humanist
- Karel Hendrik Gaarlandt, Commissaris van de Koningin in Drenthe
- Folkert Jensma, journalist, oud-hoofdredacteur NRC Handelsblad
- Antonie Kamerling, acteur
- Liesbeth Kamerling, actrice o.a. in GTST, Wie is de Mol?
- Ad Melkert, oud-Kamerlid en minister voor de PvdA, actief in UNDP
- Maarten Mourik, diplomaat
- Ali Niknam, ondernemer
- Adriaan Pitlo, hoogleraar notarieel en burgerlijk recht UvA
- Robert Schoemacher, voormalig directeur cosmetische chirurgische kliniek
- A.C.W. Staring, dichter
- Willie Swildens-Rozendaal, politica
- Ellemijn Veldhuijzen van Zanten, actrice
- Floor Vermeulen, politicus en bestuurder